# Municipio de Tunkhannock (condado de Monroe)
El municipio de Tunkhannock  (en inglés: Tunkhannock Township) es un municipio ubicado en el condado de Monroe en el estado estadounidense de Pensilvania. En el año 2000 tenía una población de 4.983 habitantes y una densidad poblacional de 49,8 personas por km².

## Geografía
El municipio de Tunkhannock se encuentra ubicado en las coordenadas 40°59′59″N 75°30′04″O / 40.99972, -75.50111.

## Demografía
Según la Oficina del Censo en 2000 los ingresos medios por hogar en la localidad eran de $42,448 y los ingresos medios por familia eran $46,996. Los hombres tenían unos ingresos medios de $38,669 frente a los $23,986 para las mujeres. La renta per cápita para la localidad era de $15,927. Alrededor del 13,5% de la población estaban por debajo del umbral de pobreza.